# Перес Ортис, Майкл
Майкл Перес Ортис (исп. Michael Pérez Ortíz; 14 февраля 1993, Сапопан, Халиско, Мексика) — мексиканский футболист, полузащитник клуба «Гвадалахара», на правах аренды выступающий за «Керетаро». Участник Олимпийских игр 2016 года в Рио-де-Жанейро.

## Клубная карьера
Перес — воспитанник клуба «Гвадалахара». 15 октября 2012 года в матче против «Чьяпас» он дебютировал в мексиканской Примере, заменив во втором тайме Антонио Гальярдо. Летом 2014 года Майкл на правах аренды перешёл в «Корас де Тепик» в составе группы игроков (Ариас, Басульто, Коронадо, Лопес Гомес, Мора, Моралес, Окампо, Сиснерос и др.). 2 августа в матче против «Коррекаминос» он дебютировал в Лиге Ассенсо. 23 ноября в поединке против «Кафеталерос де Тапачула» Перес забил свой первый гол за «Тепик». По окончании аренды он вернулся в «Гвадалахару» и помог родному клубу в том же году завоевать Кубок Мексики. В 2017 году Перес помог клубу выиграть чемпионат. В 2018 году Перес стал победителем Лиги чемпионов КОНКАКАФ.

## Международная карьера
В 2015 году Перес в составе олимпийской сборной Мексики завоевал серебряные медали Панамериканских игр в Канаде. На турнире он сыграл в матчах против команд Парагвая, Тринидада и Тобаго, Панамы и дважды Уругвая. В том же году Майкл принял участие в Турнире в Тулоне.
Летом 2016 года Ортис в составе олимпийской сборной Мексики принял участие в Олимпийских играх в в Рио-де-Жанейро. На турнире он сыграл в матчах против команд Германии, Фиджи и Южной Кореи.

## Достижения
Клубные
 «Гвадалахара»
- Чемпионат Мексики по футболу — Клаусура 2017
- Обладатель Кубка Мексики — Апертура 2015
- Победитель Лиги чемпионов КОНКАКАФ — 2018

Международные
 Мексика (до 23)
- Панамериканские игры — 2015